# 221 v. Chr.
Portal Geschichte | Portal Biografien | Aktuelle Ereignisse | Jahreskalender | Tagesartikel

◄ |
4. Jahrhundert v. Chr. |
3. Jahrhundert v. Chr. |
2. Jahrhundert v. Chr. |
►

◄ | 240er v. Chr. | 230er v. Chr. | 220er v. Chr. | 210er v. Chr. |
200er v. Chr. |
►

◄◄ | ◄ | 224 v. Chr. | 223 v. Chr. | 222 v. Chr. | 221 v. Chr. |
220 v. Chr. |
219 v. Chr. |
218 v. Chr. |
► |
►►
Staatsoberhäupter

## Ereignisse

### Politik und Weltgeschehen

#### Asien

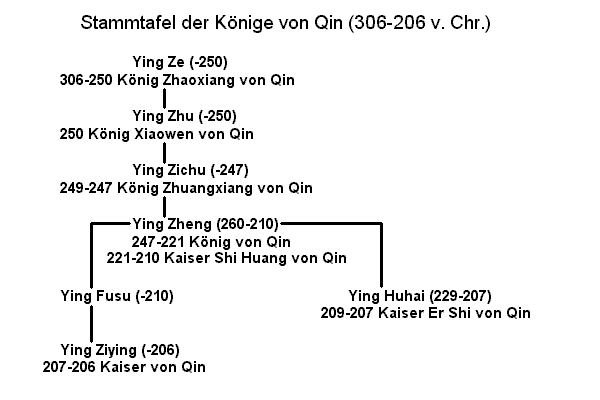
Stammtafel der Könige von Qin

- Gründung des Kaiserreichs China durch Qin Shihuangdi nach dem Sieg des Staates Qin über den Staat Qi.
- Xianyang wird zu einer Metropole, die sich mit den Riesenstädten der Antike messen kann. Die Stadtfläche ist ein Viereck am Fluss Wei, 18 Kilometer lang und 13 breit. Etwa 800.000 Menschen leben hier und eine steinerne, mit Skulpturen chinesischer Sagen gestaltete Brücke überquert den Fluss.
- Molon, Satrap von Medien, rebelliert gegen den König des Seleukidenreiches Antiochos III. und bringt Babylonien unter seine Kontrolle.

#### Östliches Mittelmeer

Griechenland nach der Herrschaft des Antigonos III. Doson

- Antigonos III. Doson stirbt während eines Feldzugs gegen die Illyrer. Sein Nachfolger als König von Makedonien wird sein 17-jähriger Großneffe Philipp V.

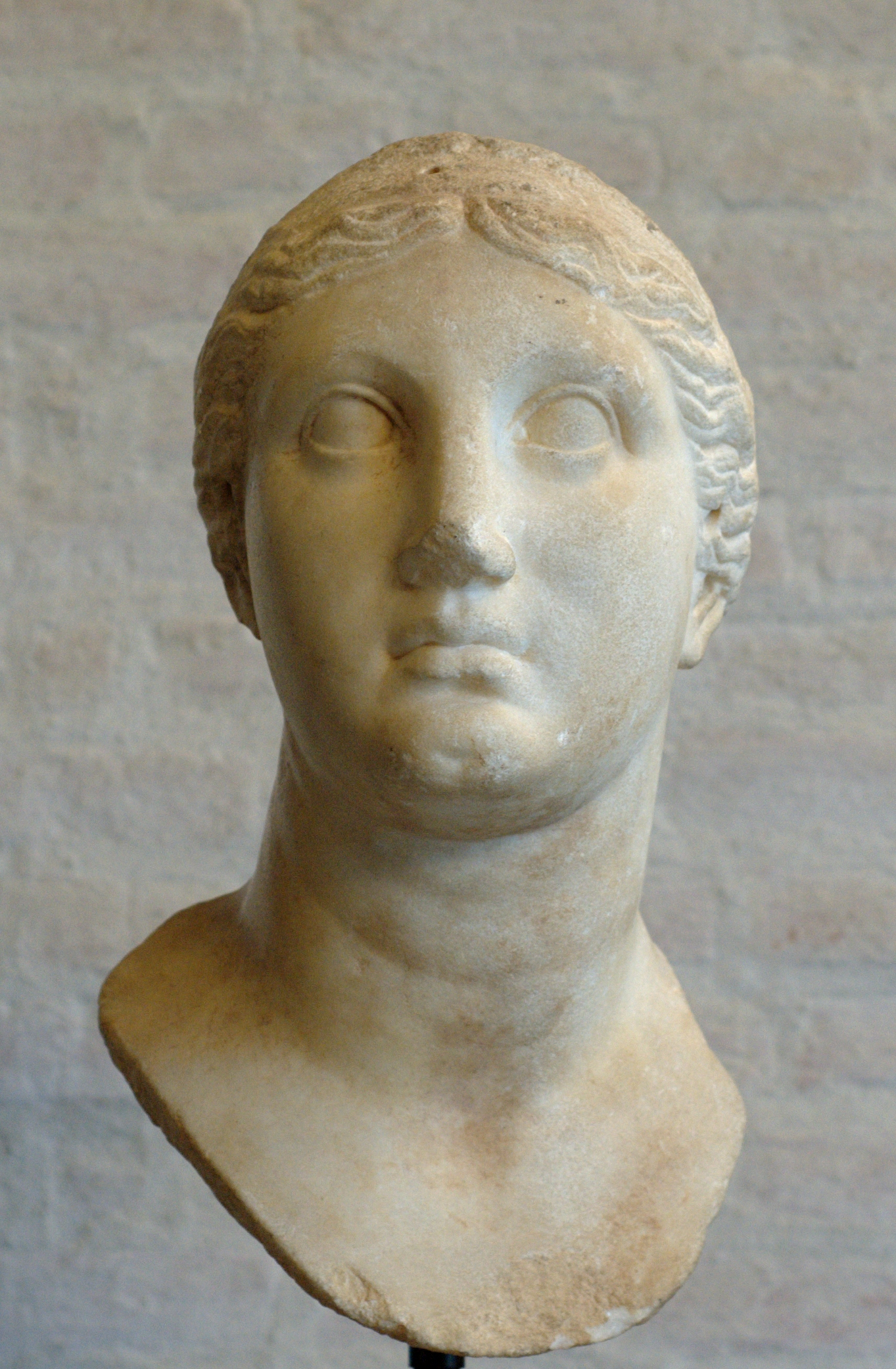
Bildnis der Königin Berenike II., Glyptothek München

- Ptolemaios IV. Philopator lässt ein Jahr nach seinem Herrschaftsantritt seine Mutter, Berenike II., und einige weitere prominente Gegner ermorden.
- Sommer: Antiochos III., Herrscher des Seleukidenreichs, nutzt den Thronwechsel in Ägypten, um in die ägyptischen Besitzungen in Syrien einzufallen (Vierter Syrischer Krieg). Der Versuch, den ägyptischen Sperrriegel in der Bekaa-Ebene zu überwinden, scheitert jedoch.

#### Westliches Mittelmeer
- Ein iberischer Sklave ermordet den karthagischen Feldherrn Hasdrubal. Hannibal wird sein Nachfolger in Hispanien.
- Die Römer besiegen die Istrier, nachdem diese römische Schiffe geplündert haben.

### Kultur
- Gleich nach der Thronbesteigung des Kaisers Qin Shihuangdi beginnt in China der Bau seines Mausoleums.
- Gaius Flaminius veranlasst in Rom den Bau des Circus Flaminius, des zweiten Stadions nach dem Circus Maximus.

## Geboren
- Eumenes II., König von Pergamon († 158 v. Chr.)
- Antiochos, Mitherrscher seines Vaters Antiochos III. im Seleukidenreich († 193 v. Chr.)

## Gestorben
- Antigonos III. Doson, König von Makedonien (* 263 v. Chr.)
- Berenike II., Tochter von König Magas von Kyrene (* um 272 v. Chr.)
- Epigenes, seleukidischer Offizier
- Hasdrubal, karthagischer Feldherr (* 270 v. Chr.)
- Lucius Caecilius Metellus, römischer Politiker und Feldherr